# Ormosia serridens
Ormosia serridens är en tvåvingeart som beskrevs av Alexander 1919. Ormosia serridens ingår i släktet Ormosia och familjen småharkrankar. Inga underarter finns listade i Catalogue of Life.